# Famille Simonetta
 (juillet 2024).
Si vous disposez d'ouvrages ou d'articles de référence ou si vous connaissez des sites web de qualité traitant du thème abordé ici, merci de compléter l'article en donnant les références utiles à sa vérifiabilité et en les liant à la section « Notes et références ».
La famille Simonetta est une famille noble italienne originaire de Calabre installée dans le duché de Milan, qui y joua un rôle important pendant la Renaissance.

## Personnalités
- Angelo Simonetta (vers 1400 - 1472), diplomate au service de Francesco Sforza.
- Francesco ou Cicco Simonetta (1410-1480), ministre de Galéas Marie Sforza, puis, après son assassinat, de la régente Bonne de Savoie. Il est décapité en 1480 sur ordre de Ludovic le More.
- Giovanni Simonetta (1420-1490), frère du précédent. On lui doit : Rerum Gestarum Francisci Sfortiae Mediolanensium Ducis en 31 volumes, et qui une source primordiale pour l'histoire du duché de Milan de 1442 à 1466.
- Giacomo Simoneta (1475-1539), créé cardinal en 1535 par Paul III.
- Ludovico Simoneta (1500-1568), neveu du précédent, créé cardinal en 1561 par Pie IV.